# Cape Canaveral
|  | Aquest article tracta sobre la població de Florida. Si cerqueu centre de les activitats espacials dels Estats Units, vegeu «Cap Canaveral». |

Cape Canaveral és una població dels Estats Units a l'estat de Florida. Segons el cens de l'1 de juliol de 2008 tenia 10.147 habitants.

## Demografia
Segons el cens del 2000, Cape Canaveral tenia 8.829 habitants, 5.066 habitatges, i 2.097 famílies. La densitat de població era de 1.463 habitants per km².
Dels 5.066 habitatges en un 11,9% hi vivien nens de menys de 18 anys, en un 30,7% hi vivien parelles casades, en un 7,4% dones solteres, i en un 58,6% no eren unitats familiars. En el 47,1% dels habitatges hi vivien persones soles el 13,8% de les quals corresponia a persones de 65 anys o més que vivien soles. El nombre mitjà de persones vivint en cada habitatge era d'1,74 i el nombre mitjà de persones que vivien en cada família era de 2,41.
Per edats la població es repartia de la següent manera: un 11,3% tenia menys de 18 anys, un 6,4% entre 18 i 24, un 30,4% entre 25 i 44, un 28,8% de 45 a 60 i un 23,1% 65 anys o més.
L'edat mediana era de 46 anys. Per cada 100 dones de 18 o més anys hi havia 107,7 homes.
La renda mediana per habitatge era de 30.858 $ i la renda mediana per família de 43.109 $. Els homes tenien una renda mediana de 33.571 $ mentre que les dones 22.423 $. La renda per capita de la població era de 23.537 $. Entorn del 9,2% de les famílies i l'11,6% de la població estaven per davall del llindar de pobresa.

## Poblacions properes
El següent diagrama mostra les poblacions més properes.